# Морська розвідка родовищ
Морська розвідка родовищ (рос. морская разведка месторождений, англ. off-shore exploration, marine exploration, нім. Offshore-Lagerstättenerkundung f) – комплекс геологічних робіт з вивчення, геолого-економічної оцінки і підготовки до промислового освоєння мінеральної сировини в акваторіях морів і океанів. 
Методи та засоби М.р.р. дуже різні, що обумовлюється контрастними умовами роботи, наприклад, на шельфі і на глибоководних ділянках. Для М.р.р. застосовують буріння (свердловини на шельфі, зокрема похилі), спеціальні глибоководні апарати, відбір проб дослідницькими суднами, структури бетонні напівзанурені тощо. 